# Dème de Bisaltie
Le dème de Bisaltie (grec moderne : Δήμος Βισαλτίας, Dhímos Visaltías) est un dème (municipalité) de la périphérie de Macédoine-Centrale, dans le district régional de Serrès, en Grèce. 
Il a été créé sous sa forme actuelle en 2010 dans le cadre du programme Kallikratis, par la fusion des anciens dèmes de l'Achinos, de Bisaltie, de Nigrita, et de Tragilos, devenus des districts municipaux.
Il tient son nom de la région antique de Bisaltie.

## Districts municipaux

### District municipal de l'Achinos
Il tient son nom du lac d'Achinos, asséché en 1932.

### District municipal de Tragilos
Il tient son nom de la cité antique de Tragilos.